# 영도중학교
영도중학교(永都中學校)는 대한민국 서울특별시 양천구 목동에 있는 사립 중학교이다.

## 학교 연혁
- 1938년 9월 19일 : 남경성 공학원 설립인가
- 1948년 4월 1일 : 영등포 공업 초급중학교의 진흥학원이 경영한 건국중학교 3년제와 합병
- 1950년 5월 22일 : 교명을 영등포 공업중학교라 함(16학급)
- 1952년 8월 31일 : 학제 변경으로 영등포 공업 중학교를 3년제 6학급으로 개편 인가
- 1955년 3월 28일 : 재단법인 영등포 공업 중학교를 영도의숙으로 개정
- 1955년 4월 4일 : 영도중학교 주야간 6학급씩 전 12학급으로 증설, 인가
- 1964년 1월 24일 : 재단법인 영도의숙이 학교법인 영도의숙으로 조직 변경 인가
- 1978년 3월 5일 : 영등포구 당산동 3가 456번지에서 양천구 목4동 735번지로 이전
- 2018년 3월 1일 : 제16대 교장에 설계순 선생 취임

## 참고 자료
- 영도중학교 - 한국교육학술정보원 학교알리미